# 3684 Berry
A 3684 Berry (ideiglenes jelöléssel 1983 AK) a Naprendszer kisbolygóövében található aszteroida. Brian A. Skiff fedezte fel 1983. január 9-én.